# Reformierte Kirche Zürich-Leimbach

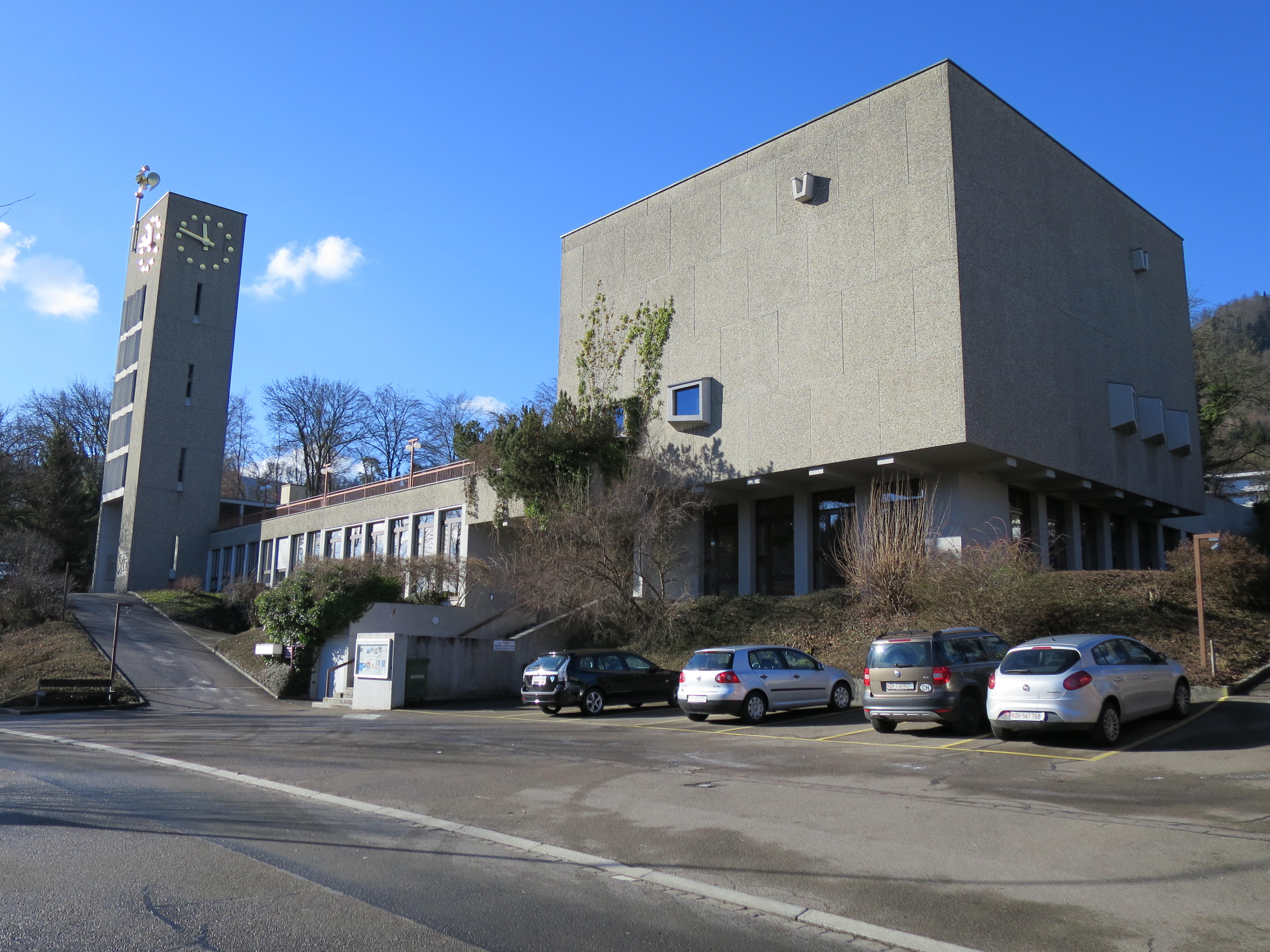
Aussenansicht

Die Reformierte Kirche Zürich-Leimbach ist eine evangelisch-reformierte Kirche im Quartier Leimbach.

## Geschichte

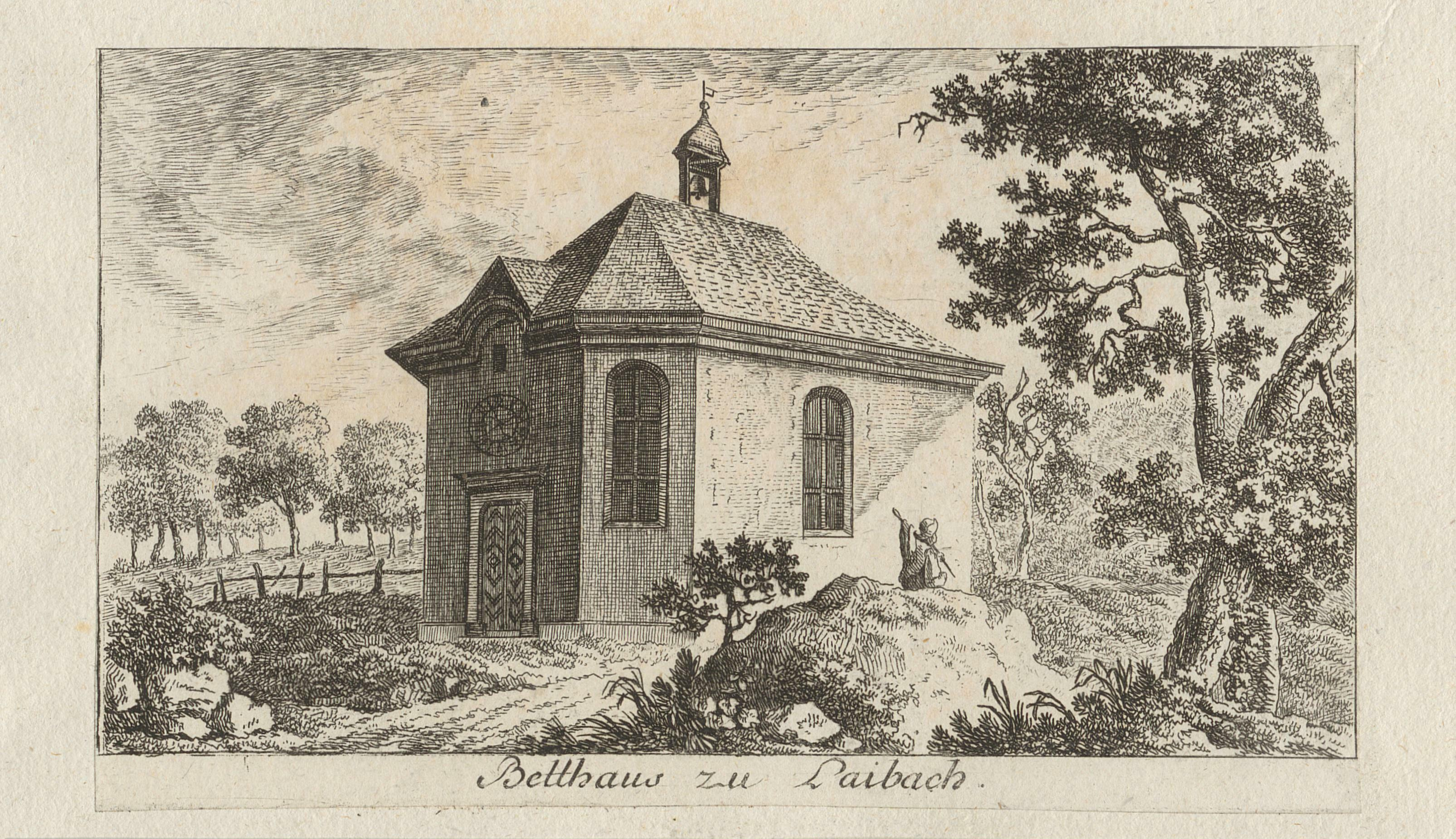
Bethaus auf einer Radierung von Johann Jakob Meyer, Ende 18. Jahrhundert

Bereits im Mittelalter besass Leimbach eine kleine Wallfahrtskapelle des Heiligen Ägidius. Um 1400 war die Kapelle im Besitz des Zisterzienserinnen-Klosters Selnau. Bei der Reformation 1524 ging die Kapelle in Privatbesitz über und wurde schliesslich abgebrochen. Erst 1780 wurde wieder ein Bethaus für die Einwohner des kleinen Dorfes errichtet, das 1899 wegen des Baus der Sihltalbahn einem neugotischen Neubau wich. 1969 wurde Leimbach eine eigenständige Kirchgemeinde. Da in Leimbach zeitgleich auch die römisch-katholische Kirche Maria-Hilf neu gebaut werden sollte, versuchten die Vertreter der beiden Landeskirchen als Ausdruck des Wunsches nach einer gelingenden Ökumene, einen gemeinsamen Baugrund zu finden. Da das dafür nötige Land nicht gefunden werden konnte und das Bauprojekt der reformierten Kirche bereits weiter fortgeschritten war, stehen die beiden Kirchen heute etwas voneinander entfernt. Der Bau der reformierten Kirche Leimbach geht auf das Projekt Tabor des Architekten Oskar Bitterli aus dem Jahr 1965 zurück und wurde 1969–1972 im Stil der Moderne errichtet.

## Äusseres

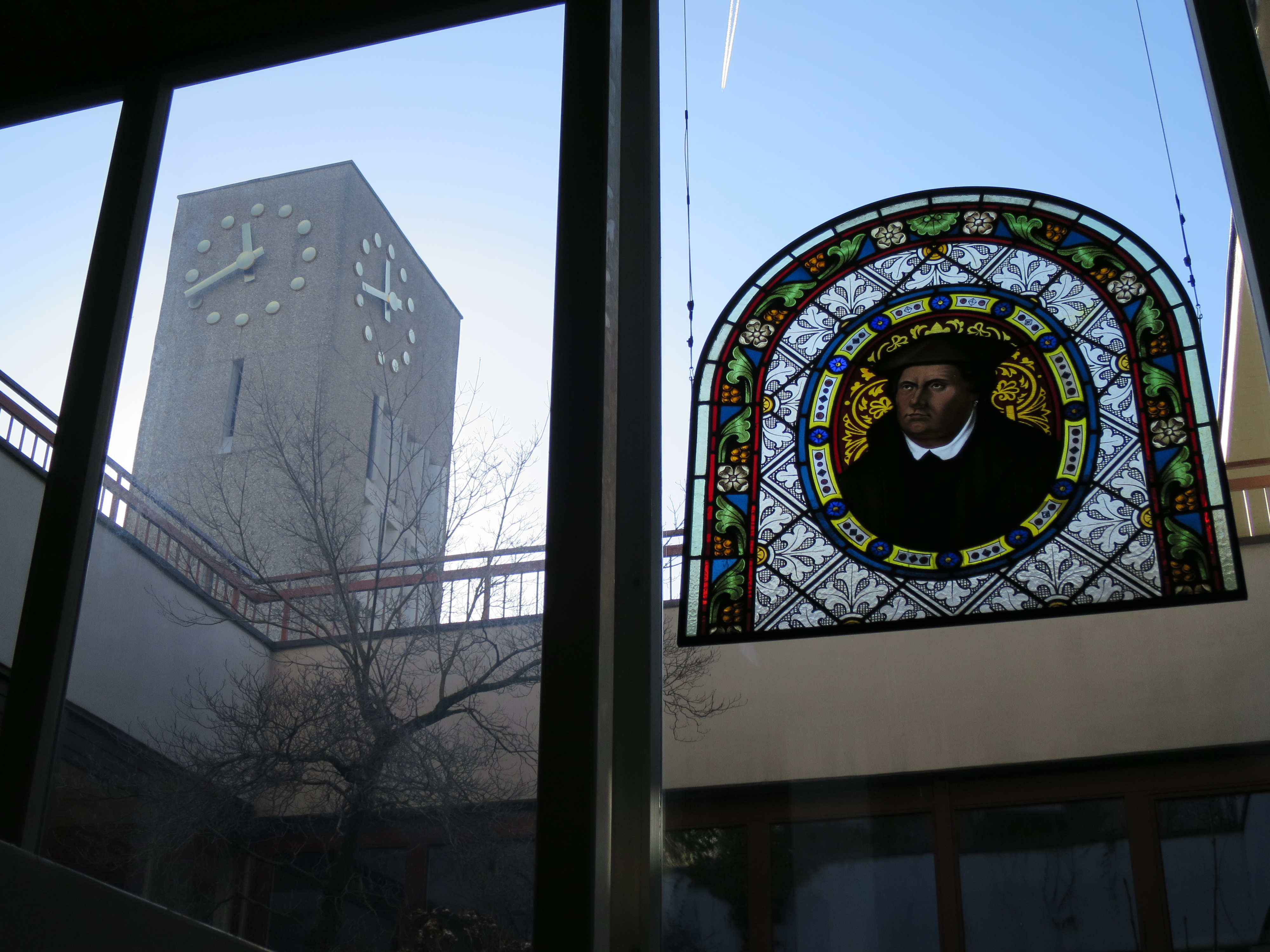
Innenhof mit Bildnis Martin Luthers

Die Kirche ist Teil eines Kirchgemeindezentrums mit annähernd rechteckigem Grundriss. Die unteren Stockwerke enthalten Büros, Gemeinderäume und einen begrünten Innenhof. Durch ein Tor unter dem Uhr- und Glockenturm gelangt man auf einen erhöht gelegenen Vorplatz, von dem aus weitere Räumlichkeiten sowie der Kirchenraum zu betreten sind. Der Sichtbetonkubus der Kirche liegt gegenüber dem Glockenturm am entgegengesetzten Ende des Vorplatzes.

## Inneres
Die Liturgiezone der Kirche mit Taufstein, Kanzel und Gabentisch befindet sich um einige Stufen erhöht in der Nordecke der quadratischen Kirche. Eine gerundete freistehende Betonwand mit einem leeren Kreuz als versenktes Relief schliesst die Nordecke ab. Von der Südecke aus erstreckt sich eine L-Empore über zwei Seiten der Kirche. Auf der Südostempore befindet sich die Orgel. Bemerkenswert ist die Lichtführung: Die Kirche wird von oben durch Fenster in der grossen, abgestuften Beton-Balkendecke beleuchtet. Im Übrigen tragen nur die kleinen Farbglasfenster von Sven Knebel zur Beleuchtung des Raumes bei.
Von der alten Kirche erhalten sind unter anderem ein Zifferblatt der Turmuhr und einige neugotische Glasscheiben mit den Porträts der Reformatoren Huldrych Zwingli und Martin Luther. Diese befinden sich im Foyer des Gemeindezentrums. Eine alte Glocke ist auf dem Vorplatz ausgestellt.

## Orgel
Im Jahr 1927 wurde für die alte reformierte Kirche eine pneumatische Taschenladenorgel durch Orgelbau Kuhn, Männedorf erbaut. Dieses Instrument besass 13 Register auf zwei Manualen sowie Pedal. 1971 erfolgte der Bau einer neuen Orgel in der neuen Kirche durch Orgelbau Mühleisen, Strasbourg (F), mit 26 Registern auf zwei Manualen und Pedal. 2005 wurde das Instrument durch die Erbauerfirma revidiert.
| I Hauptwerk C–g3 |       |
| Quintatön        | 16′   |
| Principal        | 08′   |
| Hohlflöte        | 08′   |
| Gemshorn         | 08′   |
| Octave           | 04′   |
| Koppelflöte      | 04′   |
| Cornett III      | 2 ⁄3′ |
| Octave           | 02′   |
| Mixtur IV        | 1 ⁄3′ |
| Trompete         | 08′   |

| II Schwellwerk C–g3 |       |
| Suavial             | 8′    |
| Rohrgedackt         | 8′    |
| Principal           | 4′    |
| Blockflöte          | 4′    |
| Flautino            | 2′    |
| Larigot             | 1 ⁄3′ |
| Cymbel III-IV       | 1′    |
| Oboe                | 8′    |
| Schalmei            | 4′    |

| Pedal C–f1    |     |
| Principalbass | 16′ |
| Subbass       | 16′ |
| Principal     | 08′ |
| Spitzflöte    | 08′ |
| Octave        | 04′ |
| Mixtur IV     | 04′ |
| Trompete      | 08′ |

- Koppeln: II/I, I/P, II/P
- Spielhilfen: 3 Setzerkombinationen, Absteller Zungen und Mixturen

## Glocken
Das fünfstimmige Geläut der heutigen Kirche Leimbach stammt von der Glockengiesserei H. Rüetschi und wurde am 19. Juni 1971 in den Turm aufgezogen. Die Glocke der neugotischen Vorgängerkirche befindet sich auf einem niederen Betonsockel im Hofumgang. Sie stammte ursprünglich aus dem Engemer Bethaus und war vom Glockengiesser Jakob Keller im Jahr 1888 auf den Ton f umgegossen worden, nachdem die ursprüngliche c-Glocke von 1845 gesprungen war. Die im Hofumgang aufgestellte Glocke trägt die Inschrift Glaube - Liebe - Hoffnung. Die älteste Leimbacher Glocke stammt aus dem Jahr 1573. Sie war 1787 in das erste Leimbacher Bethaus gekommen und befindet sich heute im Landesmuseum Zürich.
| Nummer | Ton | Inschrift                                                             |
| ------ | --- | --------------------------------------------------------------------- |
| 1      | A°  | Dein ist das Reich und die Kraft und die Herrlichkeit (Mt 6, 13b)     |
| 2      | c'  | Einer ist euer Meister - Christus -, ihr aber seid Brüder (Mt 23, 8b) |
| 3      | e'  | Unser Glaube ist der Sieg, der die Welt überwunden hat (1 Joh 5, 4b)  |
| 4      | g'  | Seid aber Täter des Worts und nicht Hörer allein (Jak 1, 22a)         |
| 5      | a'  | Gott ist die Liebe (1 Joh 4, 8b)                                      |